# ريكاردو كيمارايس
ريكاردو كيمارايس (14 نوفمبر 1995 في البرتغال - ) هو لاعب كرة قدم برتغالي في مركز الوسط.

## وصلات خارجية
- ريكاردو كيمارايس على موقع قاعدة بيانات كرة القدم.إي يو (الإنجليزية)
- ريكاردو كيمارايس على موقع ناشيونال فوتبول تيمز (الإنجليزية)
- ريكاردو كيمارايس على موقع Soccerway.com (الإنجليزية)